# Pseudophilautus nanus
Philautus nanus es una especie extinta de ranas que habitaba en Sri Lanka.  